# Тактика
Та́ктика (від дав.-гр. τακτική taktike — мистецтво шикування) — концептуальна дія, яка здійснюється у вигляді одного або більшої кількості конкретних завдань. Термін використовується у бізнесі та військовій справі, а також у шахах, спорті та акціях протесту.

## Відеоігри
- Тактика в реальному часі (англ. Real-time tactics — RTT) — жанр відеоігор, ігровий процес якого являє собою симуляцію військової тактики та оперативного мистецтва в режимі реального часу.
- Тактичний шутер
- Тактична рольова гра
- Покрокова тактика (жанр відеоігор)

## Військова справа
Військова тактика (дав.-гр. taktiká — мистецтво шикування військ, від дав.-гр. tásso — шикую війська) — у військовій справі — наймасовіша галузь та найстаріша складова (як і стратегія) воєнного мистецтва, що охоплює теорію і практику підготовки і ведення бою підрозділами, частинами, з'єднаннями.
- Тактика спаленої землі
- Тактика Фабіана

## Політика
- Тактика салямі (угор. Szalámitaktika) — термін для окреслення практики поступової ліквідації (крок за кроком) представницьких демократичних партій і захоплення влади комуністами в державах, зайнятих або звільнених під час Другої світової війни Радянським Союзом.
- Тактика протесту

## Спорт
- Тактика в альпінізмі — сукупність заходів і дій, що забезпечують досягнення поставленої мети з найменшими витратами сил, коштів, часу і з необхідним ступенем безпеки і відповідного резерву.
- Тактика футболу — такти́чна схе́ма (або тактична система) — певна розстановка футболістів і їхня поведінка під час гри задля виконання завдань, установлених тренером. Схема систематизує старання гравців.
- Тактика (шахи) — сукупність прийомів і способів виконання окремих шахових операцій, що входять до стратегічного плану і тих, що його завершують.